# Eurysphindus infuscus
Eurysphindus infuscus är en skalbaggsart som beskrevs av Mchugh 1993. Eurysphindus infuscus ingår i släktet Eurysphindus och familjen slemsvampbaggar. Inga underarter finns listade i Catalogue of Life.